# 17638 Сьюалан
17638 Сьюалан (17638 Sualan) — астероїд головного поясу, відкритий 11 серпня 1996 року.
Тіссеранів параметр щодо Юпітера — 3,507.